# Pozorrubielos de la Mancha
Pozorrubielos de la Mancha ist ein Ort und eine Gemeinde (Municipio) mit 164 Einwohnern (Stand: 2024) in der Provinz Cuenca in der Autonomen Region Kastilien-La Mancha. Die Gemeinde besteht aus den Ortschaften Rubielos Alto, Rubielos Bajos und Pozoseco, die vormals als Gemeinden selbstständig waren. Der Verwaltungssitz befindet sich in Rubielos Bajos.

## Geographie
Pozorrubielos de la Mancha liegt etwa 70 Kilometer südlich von Cuenca in einer Höhe von ca. 890 m. Durch die Gemeinde führt die Autovía A-3.

## Bevölkerungsentwicklung
| 1981 | 1991 | 2001 | 2011 | 2021 |
| ---- | ---- | ---- | ---- | ---- |
| 414  | 322  | 284  | 281  | 195  |

## Sehenswürdigkeiten
- Gineskirche In Rubielos Bajos
- Ildefonsuskirche in Rubielos Altos
- Julianuskirche in Pozoseco
- Cäcilienkapelle

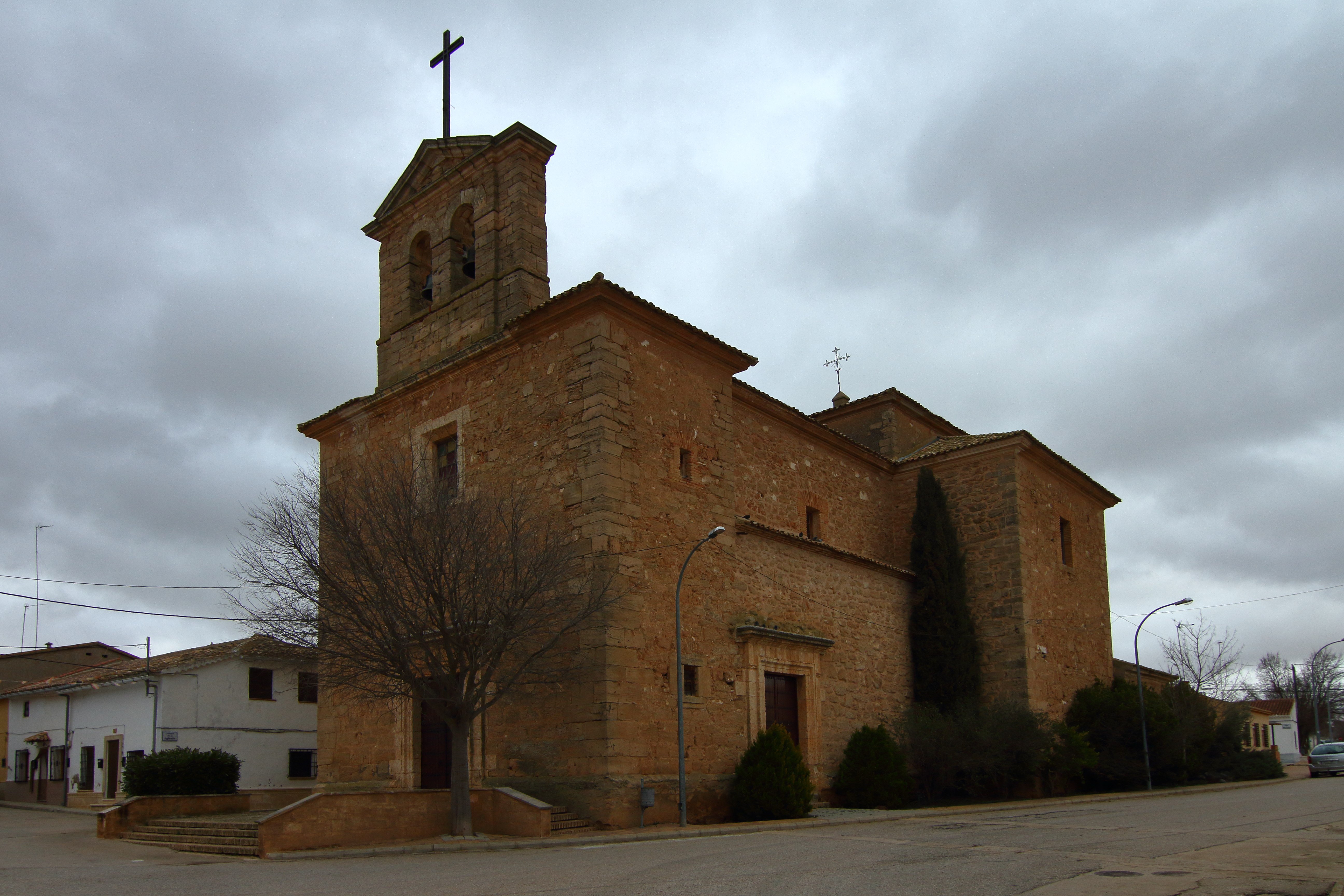
Gineskirche
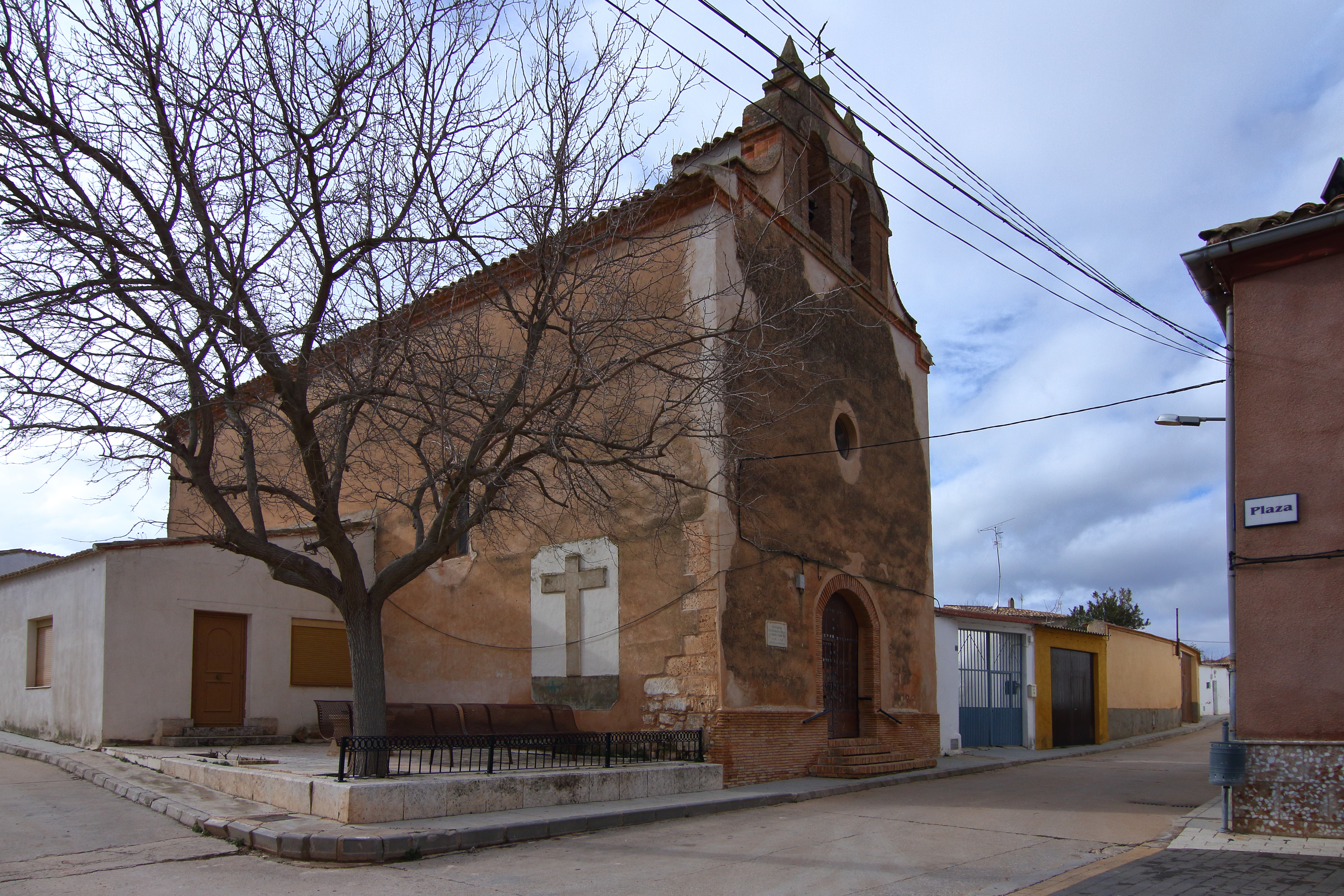
Ildefonsuskirche
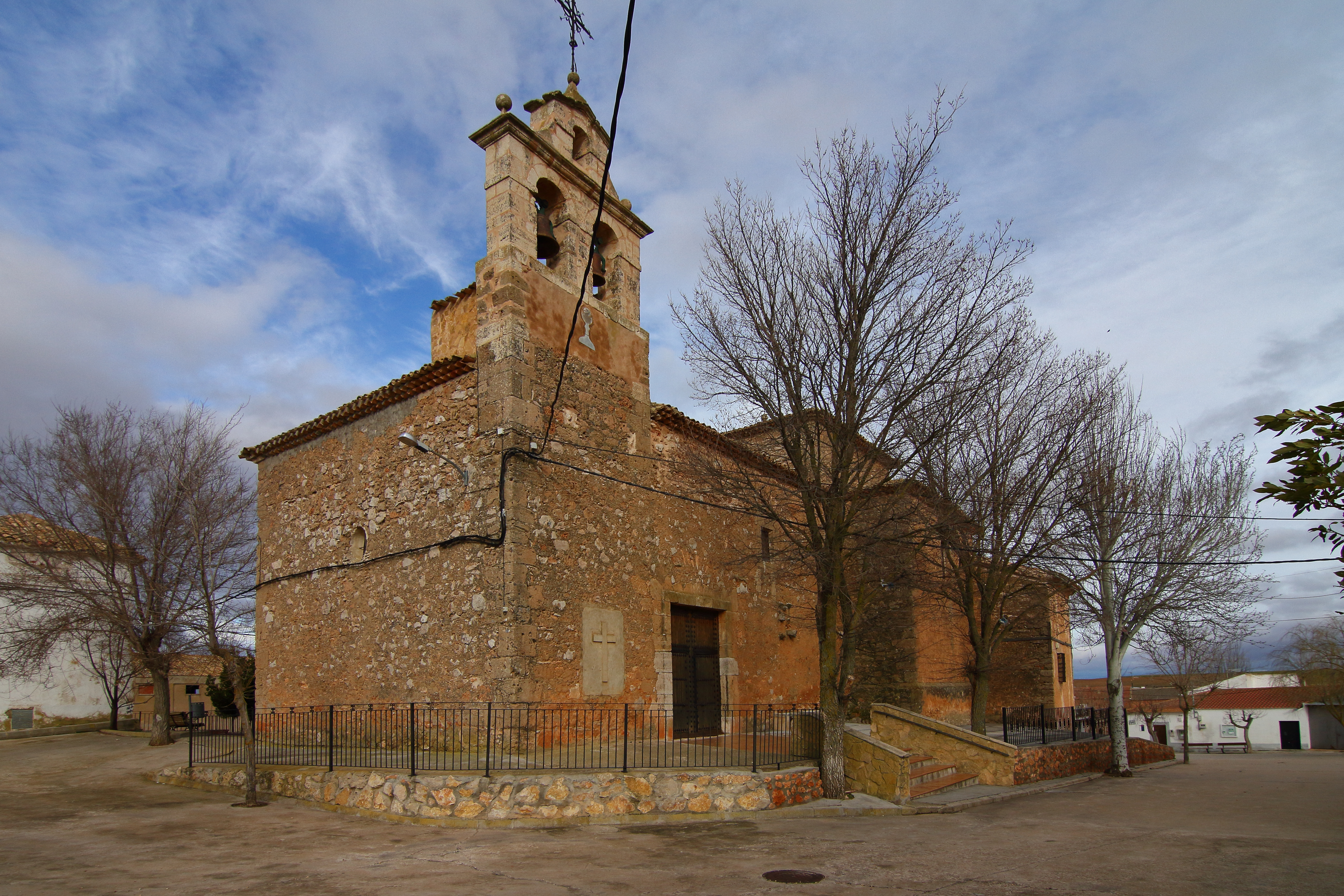
Julianuskirche
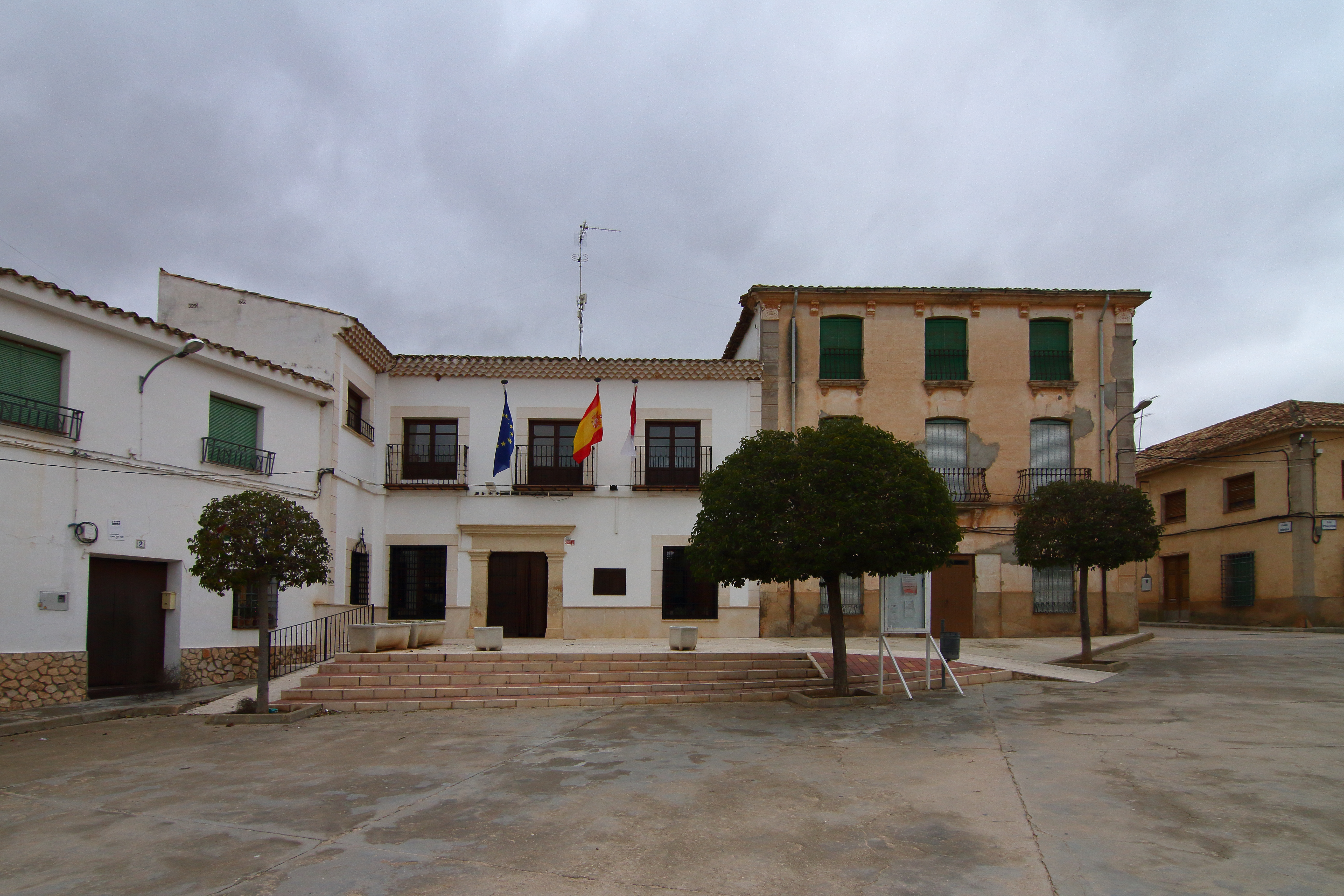
Rathaus